# Виедма (езеро)
Виедма (на испански: Lago Viedma) е второто по големина ледниково езеро в Аржентина след Лаго Архентино и се намира в провинция Санта Крус. Площта му е 1193 km², дължина от запад на изток 80 km, ширина до 15 km, обем 119 km³, максимална дълбочина 304 m (по непотвърдени данни дълбочината му достига до 900 m). Открито е през ноември 1782 г. от испанския морски офицер, изследовател на Патагония Франсиско де Виедма и Нарваес (заедно с брат си Антонио) и носи неговото име.

## География
Езерото е с ледников произход и е разположено на 252 m н.в., в източното подножие на Патагонските Анди. На северозапад от него се намират привлекателните за алпинистите върхове Монте Фицрой (3375 m) и Серо Торе (3128 m). То се е образувало в резултат от преграждането с крайни морени на водите стичащи се от съседните ледници, разположени на Южнопатагонското ледено поле. Дължината на бреговата му линия е 291 km и е слабо разчленена. Западните му брегове са високи и стръмни, а източните са полегати, покрити със степна растителност. Основното му захранване идва от ледника Виедма, който се спуска от запад от Южнопатагонското ледено поле. Езикът на ледника навлиза в езерото и може да се наблюдава от плавателен съд. Широчината му е 2,5 km и е висок около 50 m. Езерото Виедма приема води и от малките реки Вуелтас (70 km) и Кондор и от множество потоци, стичащи се от Национален парк Лос Гласиарес. От югоизточния му край изтича река Леона, вливаща се по-южно разположеното езеро Лаго Архентино.

## Историческа справка
До идването на европейците територията е обитавана от племето аоникенки (южни теуелче), които го наричали Капар (по името на често срещано растение по бреговете). След откриването му (ноември 1782 г.) от братята де Виедма, които се изкачват нагоре по течението на реките Санта Крус и Леона, то носи тяхното име. През 19 век дотук достига и експедицията на Франсиско Морено. През 1945 г. е създаден Национален парк Лос Гласиарес и езерото Виедма е част от него. От 1981 г. влиза в списъка на ЮНЕСКО за културно и природно наследство.

## Галерия
- Спътникова снимка, 1997. Езерата Лаго Архентино (ляво), Виедма (център), Сан Мартин (дясно)
- Панорама с Патагонските Анди
- Езерото Виедма
- Айсберг в езерото
- Ледникът Виедма
- Езикът на ледника навлиза в езерото